# Против Бродвея
«Против Бродвея» (англ. Bucking Broadway) — немой чёрно-белый вестерн 1917 года, один из первых фильмов Джона Форда.

## Сюжет
На ранчо Клэйтона в штате Вайоминг простой ковбой Гарри Шайенн попросил руки Элен, дочери управляющего ранчо. Он подарил девушке выструганное деревянное сердечко, пообещав прийти к ней на помощь, если она пришлёт ему этот амулет.
Вскоре должна состояться помолвка Гарри и Элен. В это же время на ранчо с инспекцией приезжает «столичная штучка» Юджин Торнтон. Он обаятелен, он с положением. Более того, Торнтон умеет обращаться с лошадьми не хуже любого ковбоя: на глазах у всех он укротил жеребца, которого местные зовут «убийцей ковбоев». И простушка Элен, покорённая всей этой мишурой, сбегает с Юджином накануне помолвки, едет с ним в Нью-Йорк, где Торнтон обещал на ней жениться. Но в большом городе девушка вдруг поняла, что совершает непоправимую ошибку. В письме к Гарри она отправляет сердечко с просьбой забрать её домой. И Гарри Шайенн поспевает в Нью-Йорк как раз накануне помолвки Торнтона и Элен. Несмотря на то, что этот увалень впервые в городе, он найдёт здесь людей, которые помогут ему вернуть девушку.

## В ролях
- Гарри Кэри — Гарри Шайенн[1]
- Молли Мэлоун — Элен Клэйтон
- Гертруда Астор — Глэдис (в титрах не указана)